# Aventureiros da Matriz
Aventureiros da Matriz foi uma escola de samba do Rio de Janeiro.

## História
A agremiação se localizava no Morro da Matriz, no Engenho Novo.
Esteve presente no segundo desfile de escolas de samba, em 1933, quando não teve sua classificação divulgada.
Depois disso, só participou dos desfiles oficiais novamente em 1951, quando foi a quinta colocada pela UGESB. Estava no Grupo Principal em 1952, mas naquele ano o concurso foi cancelado. No ano seguinte, foi a 20ª colocada entre 26 escolas. Em 1954 foi a 18ª colocada e acabou rebaixada, tendo sido este seu último desfile.
A agremiação teve o sambista Ed Miranda Rosa entre seus integrantes.